# شریعتپور سدار
شریعتپور سدار (به لاتین: Shariatpur Sadar) یک منطقهٔ مسکونی در بنگلادش است که در ناحیه شریعت‌پور واقع شده‌است. شریعتپور سدار ۱۷۵٫۰۹ کیلومتر مربع مساحت و ۲۱۱٬۲۵۹ نفر جمعیت دارد.